# Fritz Dinkhauser
Fritz Dinkhauser (16 de abril de 1940, Innsbruck) é um político austríaco. Foi membro do ÖVP.